# Leire Olaberria
Leire Olaberria Dorronsoro (* 17. Februar 1977 in Ikaztegieta, Gipuzkoa) ist eine ehemalige spanische Radsportlerin aus dem Baskenland, die Rennen auf Straße und Bahn bestritt.

## Sportliche Laufbahn
Leire Olaberria war seit 2006 in der Elite aktiv und in dieser Zeit die erfolgreichste spanische Bahnradsportlerin; zehn Mal wurde die Allrounderin spanische Meisterin in verschiedenen Ausdauer- und Kurzzeitdisziplinen sowie auf der Straße. Bei Europa- sowie Bahn-Weltmeisterschaften konnte sie sich seit 2005 mehrfach unter den ersten Zehn platzieren. In ihrer Spezialdisziplin, dem Punktefahren, errang sie bei den Olympischen Spielen 2008 in Peking die Bronzemedaille.
2010 trainierte Leire Olaberria im Leistungszentrum des spanischen Bahnradsports auf Mallorca unter dem deutschen Trainer Bill Huck. Im November 2010 wurde sie Europameisterin im Omnium. 2011 errang sie drei spanische Meistertitel auf der Bahn, im Punktefahren, in der Einerverfolgung sowie im Scratch. 2013 errang sie bei den Bahn-Europameisterschaften die Bronzemedaille im Punktefahren und wurde nationale Vize-Meisterin im Einzelzeitfahren. 2014 wurde sie spanische Zeitfahrmeisterin und im Jahr darauf zweifache spanische Meisterin auf der Bahn, in Einerverfolgung und Punktefahren.
2016 konnte sich Olaberria nicht für die Olympischen Spiele in Rio de Janeiro qualifizieren. Im Dezember 2016 wurde sie Mutter und verlor in der Folge ihren Platz in der Nationalmannschaft sowie ihr Stipendium. Im April 2018 fuhr Leire Olaberria beim Finale der Six Day Series in der Palma Arena ihr letztes Rennen.
Im August 2019 organisierte Olaberria die erste Austragung der Clásica San Sebastián für weibliche Rennfahrer. Auch engagiert sie sich in dem baskischen Programm Emakumeak Errepidera (Frauen auf der Straße) für Frauen im Radsport.

## Streit mit dem Verband
Im September 2017 wurde Olaberria vom spanischen Nationaltrainer Raúl Mena eingeladen, das Zweier-Mannschaftsfahren bei den Bahneuropameisterschaften zu bestreiten, allerdings nicht mit ihrer Standpartpartnerin Eukene Larrarte, woraufhin es nicht zum Start kam. Es kam zu Auseinandersetzungen zwischen Fahrerin und Trainer, die im Januar 2018 in einer Beschwerde von Olaberria beim spanischen Radsportverband Real Federación Española de Ciclismo (RFEC) mündeten. Sie forderte die Entlassung von Mena, der gleichzeitig Chef des Bahnrad-Teams Euskadi-Eustrak ist, da dieser sie aus persönlichen Gründen nicht für die UCI-Bahn-Weltmeisterschaften 2018 nominiert habe.
Eine Beschwerde von Olaberria über die Diskriminierung von weiblichen Sportlern aufgrund von Schwanger- oder Mutterschaft vor dem Consejo Superior de Deportes ist anhängig. Sie habe, als sie sich schwanger geworden sei, Unterstützung von Sponsoren und von ihrem Team Gipuzkoa-Ogi Berri erhalten, jedoch nicht Verband RFEC. So sei sie unter anderem neun Monate nach der Entbindung zu einem 40-tägigen Auslandseinsatz geschickt worden, habe jedoch keine Reisekostenerstattung für ihr Kind erhalten, wie es etwa in den USA üblich sei.

## Erfolge

### Bahn
2008
- Olympische Spiele – Punktefahren

2010
- Weltmeisterschaft – Omnium
- Bahnrad-Weltcup in Sydney – Omnium
- Europameisterin – Omnium

2011
- Spanische Meisterin – Scratch, Einerverfolgung, Punktefahren

2013
- Europameisterschaft – Punktefahren

2015
- Spanische Meisterin – Einerverfolgung, Punktefahren

2017
- Spanische Meisterin – Teamsprint (mit Tania Calvo), Zweier-Mannschaftsfahren (mit Eukene Larrarte)

### Straße
2010
- Spanische Meisterin – Straßenrennen, Einzelzeitfahren

2014
- Spanische Meisterin – Einzelzeitfahren